# Gustaf Göthberg
Gustaf Stensson Frithiof Samuel Göthberg, född 30 november 1993 i Johannebergs församling i Göteborg, är en moderat riksdagsledamot, invald för Göteborgs kommuns valkrets.

## Politiska uppdrag
Göthberg har tidigare varit internationell sekreterare i Moderata Ungdomsförbundet, politisk sekreterare i Sundbybergs stad, landstingsrådssekreterare i Stockholms läns landsting och stadssekreterare i Göteborgs stad. 2019 kandiderade han till Europaparlamentet och stod på plats fem på deras valsedel, han är idag förste ersättare för Moderaterna. I EU-valet 2024 kandiderade han på plats 6 för Moderaterna. Han kvarstår som ersättare i EU-parlamentet.
Göthberg är ordinarie riksdagsledamot sedan 2022. Han är ordinarie ledamot i Försvarsutskottet och ersättare i Utrikesutskottet. Han sitter även som ledamot i förbundsstyrelsen för Moderaterna Västra Götaland. 

## Politiska ställningstaganden
I maj 2016 greps Göthberg av ugandisk polis i samband med ett möte med HBT-rörelsen i landet, men släpptes efter ett förhör om hans åsikter om president Yoweri Museveni.
Göthberg har tidigare engagerat sig för oppositionen i Belarus. I samband med det belarusiska valet i augusti 2020 reste han till Minsk för stötta oppositionen, på plats blev han gripen av belarusisk polis. Enligt Göthberg hade polisen sagt att han ägnat sig åt "störande av allmän ordning" när han filmade utanför en vallokal.